# Paola Farías
Paola Anabella Farías Alvarez, biệt danh La Cocotera (sinh ngày 25 tháng 6 năm 1974), là một người mẫu, diễn viên và ca sĩ người Ecuador.

## Tuổi thơ
Paola Farías sinh ra ở Esmeraldas, Ecuador vào ngày 25 tháng 6 năm 1974. Cô đã kết hôn với nhân vật truyền hình người Ecuador, Gustavo Navarro, và họ có một cô con gái.

## Cuộc sống cá nhân
Năm 2008, cô tái hôn với Xavier Moncayo, nhưng đã ly hôn lần thứ hai vào ngày 27 tháng 12 năm 2012.

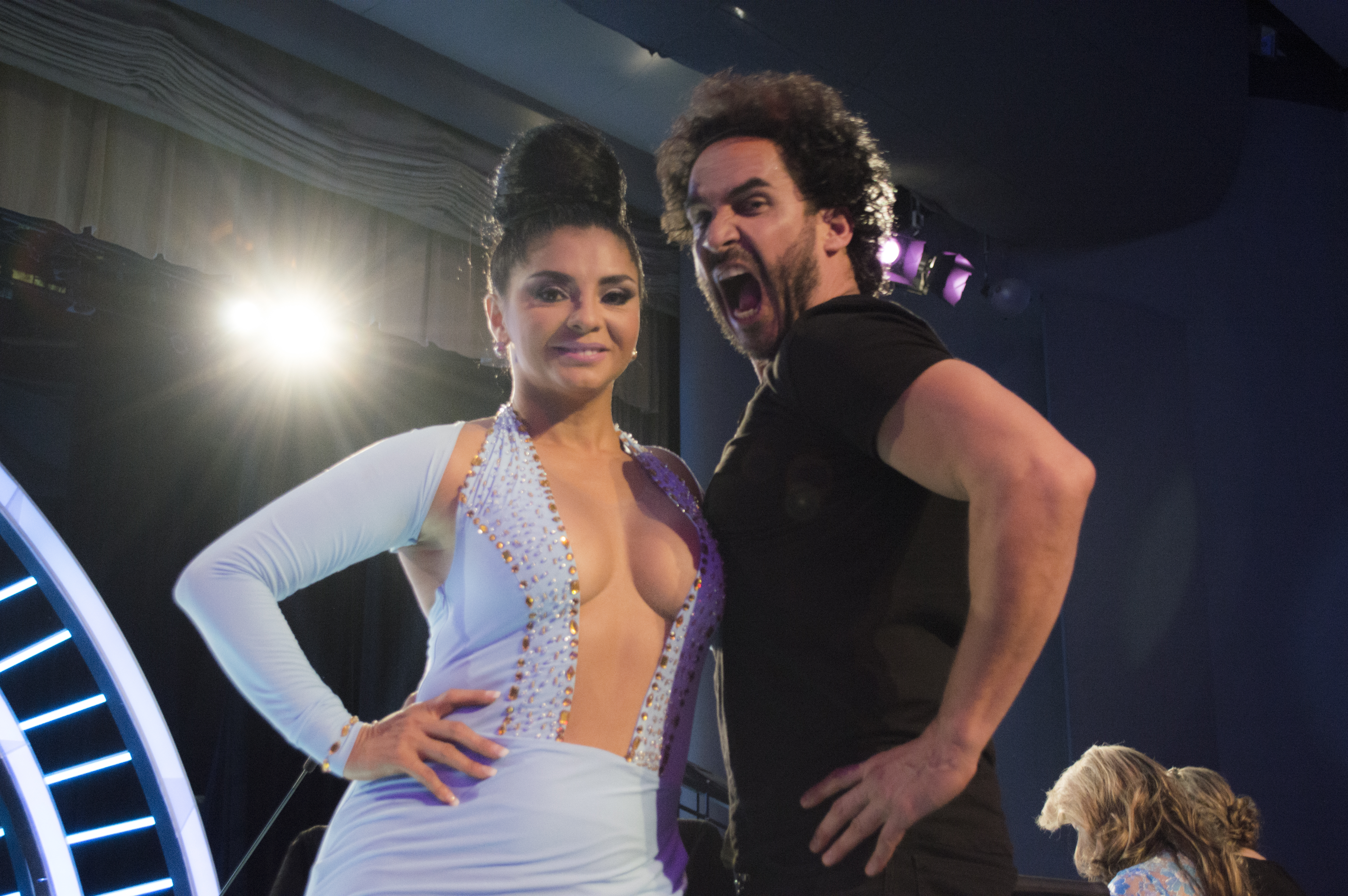
Paola Farías và Fabrizzio Ferreti làm giám khảo cho chương trình Ecuador's Got Talent 3, ngày 26 tháng 10 năm 2014.

## Sự nghiệp
Farías bắt đầu sự nghiệp truyền hình vào năm 1995 với Bernard Fougères trên El show de Bernard của Ecuavisa là một người mẫu. Năm sau, cô xuất hiện với tư cách là người mẫu trên các chương trình của SiTV như Guayaquil Caliente, Todos a Bailar và Playa Fantasía. Các sản phẩm khác của Canal Uno mà Farías đã chơi bao gồm Juego de manos, Ídolos de la bola, Fantasías en la Playa, Las travesuras de Pepito và Palabras al Kheo. Trong bốn năm, cô là thành viên của nhóm nhạc Las Perlas del Pacífico.
Năm 2000, Farías trái Kênh Uno để bắt đầu sự nghiệp của mình trong ca hát solo và trở lại với thế giới truyền hình năm tới cho TC truyền hình cho thấy Emergencia và A flor de Piel như một nữ diễn viên Todos một bailar và như là một hoạt náo viên.
Cô đã trở nên nổi tiếng với tư cách là nhân vật chính của phiên bản The Nanny ở Ecuador năm 2006.

## Trích dẫn
1. ↑  "Desde Guayaquil. Actriz Paola Farías regresa a la television". Ecuador News (bằng tiếng Tây Ban Nha). ngày 21 tháng 3 năm 2013. Bản gốc lưu trữ ngày 25 tháng 11 năm 2015. Truy cập ngày 17 tháng 10 năm 2013.
2. 1 2 3 4 5 6  "Paola Farías es la reina de la impuntualidad". Hoy (bằng tiếng Tây Ban Nha). ngày 14 tháng 9 năm 2006. Bản gốc lưu trữ ngày 17 tháng 10 năm 2013. Truy cập ngày 17 tháng 10 năm 2013.
3. ↑  "Paola Farías se volvió a enamorar". Diario Extra (bằng tiếng Tây Ban Nha). ngày 27 tháng 9 năm 2013. Bản gốc lưu trữ ngày 17 tháng 10 năm 2013. Truy cập ngày 17 tháng 10 năm 2013.
4. ↑  "Paola Farías, legalmente divorciada". El Telégrafo (bằng tiếng Tây Ban Nha). ngày 5 tháng 1 năm 2013. Truy cập ngày 17 tháng 10 năm 2013.
5. 1 2  "VideoChat con Wendy Vera y Paola Farías, jueces de 'Ecuador Tiene Talento'". ecuavisa.com (bằng tiếng Tây Ban Nha). Ecuavisa. ngày 22 tháng 7 năm 2013.
6. ↑  "Juego de manos, Ídolos de la bola, Fantasías en la Playa, Las travesuras de Pepito y Palabras al Viento". El Universo (bằng tiếng Tây Ban Nha). ngày 5 tháng 4 năm 2007. Truy cập ngày 17 tháng 10 năm 2013.
7. ↑  "Paola Farías estrena video musical 'Yo no creo en los hombres'". El Universo. ngày 21 tháng 6 năm 2018.